# Rumle Hammerich
Rumle Hammerich født Jens Peter Hammerich 16. november 1954 i København, er en dansk filminstruktør, manuskriptforfatter og producent, virksom i Sverige.

## Biografi
Hammerich er søn af Ida Elisabeth og Paul Hammerich. Navnet "Rumle" fik han som barn, og Rumle fra Radiserne har fået sit danske navn efter ham, da hans mor oversatte denne stribe. Han har en søster, skuespillerinden og produceren Camilla Hammerich.
Hammerich arrangerede i 1980, blandt andre sammen med filminstruktørkollegaen Linda Wendel, digterne Jens Fink-Jensen og Michael Strunge, journalisten Synne Rifbjerg og billedkunstneren Lillian Polack, generations-manifestationen NÅ!!80 i Huset i København.
Hammerich tildeltes 1989 Sveriges Radios pris Guldantennen for tv-serien Dårfinkar och Dönickar.

## Instruktion
- Headhunter (28-08-2009)
- Unge Andersen (2005)
- Herr von Hancken (2000) (mini-tv-serie)
- TAXA (2 afsnit, 1997)
- Kan du vissla Johanna? (1994) (tv)
- Lærerværelset (6 afsnit, 1994)
- Sort Lucia (1992)
- Fasadklättraren (1991) (tv)
- Dårfinkar & dönickar (1989) (tv-serie)
- Hunden der smilede (1989)
- Otto er et næsehorn (1983)

## Producent
- Strings (2004) (creative producer)
- Forsvar (2003) (tv-serie) (executive producer)
- En som Hodder (2003) (executive producer)
- Lykkevej (2003) (executive producer)
- Suxxess (2002) (co-producer)
- At kende sandheden (2002) (executive producer)
- I Am Dina (2002) (associate producer)
- Beck (executive producer) (1 episode, 2002)
- Livet är en schlager (2000) (executive producer)
- Rundt om Panduro (1998) (tv) (executive producer)
- Leif Panduro (1998) (tv) (executive producer)
- TAXA (1997) (tv-serie) (executive producer)

## Manuskript
- Unge Andersen (2005)
- Rejseholdet (2000) (tv-serie)
- Mellem venner (1995) (mini-tv-serie (idé)
- Svart Lucia (1992)
- Fasadklättraren (1991) (tv)
- Skyggen af Emma (1988)
- Quark and the Vikings (1987) (tv) (story)
- Otto er et næsehorn (1983)
- Cirkus Casablanca (1981)
- Den sidste detalje (1981)